# Thrypticomyia ponapicola
Thrypticomyia ponapicola is een tweevleugelige uit de familie steltmuggen (Limoniidae). De soort komt voor in het Australaziatisch gebied.